# نگاه امیری
نگاه امیری  (متولد ۱۶ شهریور ۱۳۷۲) استندآپ کمدین و مجری ایرانی ساکن آلمان است. که ابتدا در یک شبکه رادیوی خصوص به نام کروناخ آنتن در کروناخ فعالیت خود را آغاز  و در ادامه در برنامه نایت واش به فعالت کمدی پرداخت.
نگاه امیری اواخر سال ۲۰۲۱، شرکت رادیوئی هسیشر برنامه هفتگی UpDATE را با نگاه امیری به مدیریت امیری تولید می کند.

## جوایز
Minden stickleback
Deutscher Comedypreis